# Common Side Effects
Common Side Effects is een Amerikaanse animatieserie voor volwassenen, gecreëerd door Joseph Bennett en Steve Hely. De serie werd in de Verenigde Staten uitgezonden op het Adult Swim-blok van Cartoon Network en is tevens beschikbaar via de streamingdienst HBO Max.
De pilotaflevering ging in juni 2024 in besloten kring in première op het Annecy International Animation Film Festival, en werd een maand later openbaar vertoond tijdens het Adult Swim-panel op San Diego Comic-Con. De officiële première vond plaats op 2 februari 2025 op het Amerikaanse Adult Swim. Vanaf 2 maart 2025 werd de serie tevens herhaald binnen het Toonami-programmablok van hetzelfde netwerk. Op 28 maart 2025 werd bekendgemaakt dat de serie werd verlengd met een tweede seizoen.

## Verhaal
Twee voormalige middelbare schoolvrienden, Marshall en Frances, komen opnieuw met elkaar in contact wanneer Marshall een bijzondere paddenstoel ontdekt: de Blue Angel Mushroom, die alle ziektes lijkt te kunnen genezen. Hun ontdekking leidt hen naar een samenzwering waarbij een grote farmaceutische onderneming, Reutical Pharmaceuticals, Inc., en de overheid betrokken zijn. Samen proberen zij alle informatie over deze paddenstoel geheim te houden.

## Personages
- Marshall Cuso (ingesproken door Dave King) is de deskundige, maar voorzichtige hoofdpersoon van de serie. Hij was op de middelbare school bevriend met Frances en is inmiddels een deskundige op het gebied van schimmels. Hij heeft humanitair werk verricht in het buitenland en weet zich op sluwe wijze te redden in confrontaties met de DEA.
- Frances Applewhite (ingesproken door Emily Pendergast) is de persoonlijke assistente van Rick en de voormalige labpartner en vriendin van Marshall op de middelbare school. Aanvankelijk is zij terughoudend over de effecten van de Blue Angel-paddenstoel, maar al snel ziet zij de financiële waarde ervan. Ze probeert de paddenstoelen aan Rick over te dragen om zo geld te verkrijgen voor de zorg van haar moeder, die recent de diagnose dementie heeft gekregen.
- Agenten Copano (ingesproken door Joseph Lee Anderson) en Harrington (ingesproken door Martha Kelly) zijn twee nonchalante beste vrienden die werkzaam zijn bij de Drug Enforcement Administration (DEA).
- Rick Kruger (ingesproken door Mike Judge) is de onbekwame directeur van Reutical. Hij belast Frances regelmatig met triviale taken, zoals het reserveren van restaurants of het veranderen van tv-zenders. In zijn vrije tijd speelt hij graag landbouwsimulators, zelfs op ongepaste momenten zoals tijdens het werk of op formele gelegenheden.

## Productie

### Ontwikkeling
De ontwikkeling van de serie begon in 2019, toen makers Joseph Bennett en Steve Hely werden samengebracht onder productiebedrijf Bandera Entertainment, opgericht door Mike Judge en Greg Daniels. Bennett en Hely wilden elementen uit het misdaadthrillergenre combineren met komedie, geïnspireerd door films van de gebroeders Coen, zoals Burn After Reading. De serie put verder inspiratie uit medische thema’s en het werk van mycoloog Paul Stamets, etnobotanici Richard Evan Schultes, Terence McKenna en Wade Davis, en chemicus Albert Hofmann. Het personage Marshall is deels gebaseerd op Stamets en John Laroche, zoals afgebeeld in de film Adaptation. Een andere invloed was het verhaal rond R. Gordon Wasson, die in Life Magazine schreef over psilocybine in paddenstoelen en María Sabina, en de verstrekkende gevolgen die deze publicatie had voor Sabina.

### Animatie
De animatie werd verzorgd door Green Street Pictures, in samenwerking met een internationaal team van kunstenaars uit onder meer Frankrijk, Portugal, Spanje en Mexico. Veel van deze kunstenaars werkten eerder aan de serie Scavengers Reign (2023), eveneens geproduceerd door Green Street en mede ontwikkeld door Bennett. De productie werd uitgevoerd in samenwerking met Le Cube, een partnerstudio in Argentinië.

## Ontvangst
De serie werd positief ontvangen. Op de recensie-aggregator Rotten Tomatoes behaalde de serie een goedkeuringsscore van 100%, gebaseerd op 25 recensies van critici, met een gemiddelde beoordeling van 8,7/10. Op Metacritic kreeg de serie een score van 80 uit 100 op basis van zes recensies, wat duidt op over het algemeen gunstige beoordelingen.